# 飛騨高山テレ・エフエム

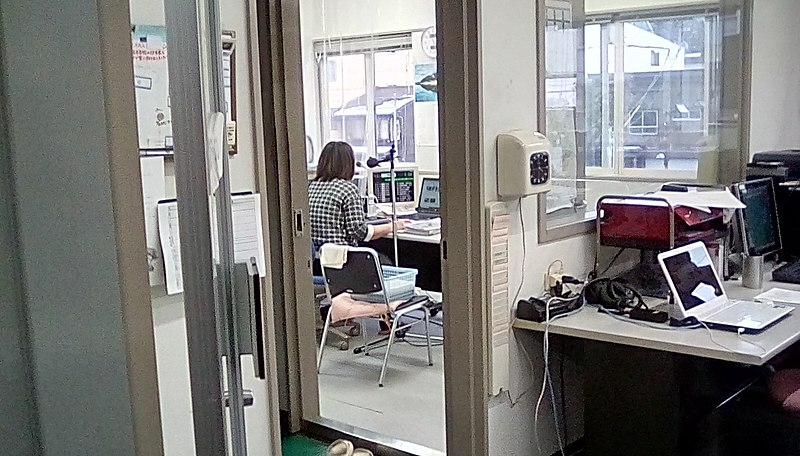
生放送番組『HITS SUNSET VOX』のスタジオの様子.

株式会社飛騨高山テレ・エフエム（ひだたかやまテレ・エフエム）は、岐阜県高山市の一部地域を放送区域として超短波放送（FM放送）を行っている特定地上基幹放送事業者である。
愛称はHits FM（ヒッツエフエム、ヒッツFMと表記する場合もあり）。

## 概要
1997年（平成9年）に開局した岐阜県初、東海地方では愛知県のエフエム豊橋に次ぐ2番目のコミュニティ放送局である。愛称の「Hits」とは「Hida Takayama Station of FM」を略したもの。
前身は飛騨高山テレトピア株式会社である。これは1985年（昭和60年）、郵政省（当時）が推進した地域情報化政策により高山市が県内初のテレトピア地域指定を受けたため、1986年（昭和61年）に第三セクターとして設立されたものである。飛騨高山観光産業振興システム（キャプテンシステムを利用したニューメディア事業）を推進し、これにより市街地にビデオテックス端末などを設置、運営を行った。土産品情報や、ホテルおよび旅館の空室情報などがリアルタイムに配信されることはインターネットのない当時としては画期的であり、市外からのアクセスも多くこれは一定の成果を得たとされる。
ほとんどの時間は自社制作番組で構成され、住民だけでなく観光客もターゲットとした内容となっている（深夜の一部番組はほかのコミュニティ放送局および制作団体の番組を放送。放送開始時は100%自社制作番組だった）。
もともと高山市は山間部であるため、受信可能なFM放送局が少なく（2001年（平成13年）の岐阜エフエム放送（現・エフエム岐阜）開局前まではNHK-FMしかなかった）、開局により瞬時に市民に浸透、地域密着性と娯楽性の両立に成功している。
特に開局後すぐに開始した番組『私のオールディーズ』は、鬼ころしの蔵元である老田酒造店、老田正夫のDJおよび構成によっていた。老田本人の申し出により、2007年（平成19年）3月末をもって終了、最後はベニー・グッドマンの「グッドバイ」を選曲した。
また、高山駅前などの屋外文字放送も手掛けている。ニュースは中日新聞から配信を受けている。

## 沿革
- 1986年（昭和61年） - 第三セクターとして株式会社飛騨高山テレトピアを設立。キャプテンシステムなどを活用して、飛騨高山の情報を発信[12]。
- 1992年（平成4年）1月 - コミュニティFMが制度化されると、飛騨高山テレトピアが早速開局の意思を示し、準備する。
- 1995年（平成7年）10月 - 味フェスタぎふ、秋の高山祭でイベントFM「Hits FM 76.5」を運用し、ヘリコプターを活用した渋滞情報やイベント情報などを8日間にわたり放送。スタジオは昭和町の当時の仮庁舎（和井田製作所跡地）を使用。翌年夏から秋にかけても、同名のイベントFMを実施した。
- 1997年（平成9年）
  - 3月 - 前述のイベントFMの好評を受け、テレトピアの事業を承継し、コミュニティFMを事業化するため、株式会社飛騨高山テレ・エフエムに社名変更[13]。
  - 7月 - 県内初のコミュニティFM局かつ民放FM局として本放送を開始。愛称はイベントFM時代と同じ「Hits FM」。
- 2006年（平成18年）
  - 3月 - 台風第23号による豪雨災害を受け、高山市役所の企画課内に防災用のスタジオを設置。
  - 4月4日 - 市役所1階ロビーを使って、週1回の公開生放送番組『市役所からこんにちは』を開始[14]。
- 2009年4月（平成21年）- 2005年の合併で市域が拡がったため、6つの中継局を設置。市内全世帯の84.2％をカバーする。

## 放送エリアなど
サービスエリアは、高山市および飛騨市の一部、エリア内人口は約10万人、世帯数は約2万3千世帯。放送は平日・休日とも6時から24時までとなっている。
2005年（平成17年）の市町村合併により、高山市の面積が非常に広大となり市内の大半をカバーできない問題が発生したが、6中継局の放送局（現・特定地上基幹放送局）の予備免許を取得、2009年（平成21年）1月下旬に試験放送開始、2009年4月1日に本放送を開始した。これにより、放送区域が拡大し高山市全世帯の84.2％がカバーされたことにより、ほぼ解消した。
この放送区域拡大エリア（高山市西部）は、民放のエフエム岐阜はおろかNHK-FMの送信所も設置されていないため、聴取できるラジオ局が当局のみとなる地域も多い。なお、2016年（平成28年）8月1日よりJCBAインターネットサイマルラジオでの配信を開始しており、直接受信ができない地域でもスマートフォンやパソコンで聴取することが可能となった。

### 送信所
周波数は76.5MHz。
| 送信所名         | 所在地                    | 空中線電力 | 備考                          |
| ---------------- | ------------------------- | ---------- | ----------------------------- |
| 親局             | 上切町                    | 20W        |                               |
| 清見IC           | 清見町夏厩                | 5W         |                               |
| 清見龍ヶ峰       | 清見町楢谷 （龍ヶ峰）     | 5W         |                               |
| 荘川ダナ         | 荘川町黒谷 （ダナ高原）   | 1W         |                               |
| 高根子の原       | 高根町中洞 （子の原高原） | 10W        | 報道資料では1Wだが、実際は10W |
| 上宝在家山       | 上宝町在家 （在家山）     | 2W         |                               |
| 奥飛騨温泉郷平湯 | 奥飛騨温泉郷平湯          | 1W         |                               |

## タイムテーブル
2025年4月現在の番組の詳細、公式サイトのタイムテーブルなどを参照。太字は生放送
平日
|    | 月曜 | 火曜 | 水曜 | 木曜 | 金曜 |
| 6  | 朝の自動演奏/声の広報たかやま：高山市（毎月1日） | 朝の自動演奏/声の広報たかやま：高山市（毎月1日） | 朝の自動演奏/声の広報たかやま：高山市（毎月1日） | 朝の自動演奏/声の広報たかやま：高山市（毎月1日） | 朝の自動演奏/声の広報たかやま：高山市（毎月1日） |
| 7  | 7:00 Hida Good Morning HiDA!! ▽7:05 Weather info mation ▽Sports NEWS ▽紫外線&洗濯指数情報 ▽7:30 Limited Expless&Highway Businfomation ▽Takayama City infomation ▽Traffic information ▽8:00 中日新聞NEWS ▽Wearher information ▽あの時はありがとう ▽高山市議会 information ▽Traffic information ▽8:30 おくやみ情報 ▽声伝える求人情報・ひだJobNavi ▽9:00 Werher information ▽Welcome to HiDA City ▽高山市社会福祉協議会だより ▽Traffc information ▽9:30 ランチ情報 ▽中日新聞NEWS ▽紫外線&洗濯指数情報 | 7:00 Hida Good Morning HiDA!! ▽7:05 Weather info mation ▽Sports NEWS ▽紫外線&洗濯指数情報 ▽7:30 Limited Expless&Highway Businfomation ▽Takayama City infomation ▽Traffic information ▽8:00 中日新聞NEWS ▽Wearher information ▽あの時はありがとう ▽高山市議会 information ▽Traffic information ▽8:30 おくやみ情報 ▽声伝える求人情報・ひだJobNavi ▽9:00 Werher information ▽Welcome to HiDA City ▽高山市社会福祉協議会だより ▽Traffc information ▽9:30 ランチ情報 ▽中日新聞NEWS ▽紫外線&洗濯指数情報 | 7:00 Hida Good Morning HiDA!! ▽7:05 Weather info mation ▽Sports NEWS ▽紫外線&洗濯指数情報 ▽7:30 Limited Expless&Highway Businfomation ▽Takayama City infomation ▽Traffic information ▽8:00 中日新聞NEWS ▽Wearher information ▽あの時はありがとう ▽高山市議会 information ▽Traffic information ▽8:30 おくやみ情報 ▽声伝える求人情報・ひだJobNavi ▽9:00 Werher information ▽Welcome to HiDA City ▽高山市社会福祉協議会だより ▽Traffc information ▽9:30 ランチ情報 ▽中日新聞NEWS ▽紫外線&洗濯指数情報 | 7:00 Hida Good Morning HiDA!! ▽7:05 Weather info mation ▽Sports NEWS ▽紫外線&洗濯指数情報 ▽7:30 Limited Expless&Highway Businfomation ▽Takayama City infomation ▽Traffic information ▽8:00 中日新聞NEWS ▽Wearher information ▽あの時はありがとう ▽高山市議会 information ▽Traffic information ▽8:30 おくやみ情報 ▽声伝える求人情報・ひだJobNavi ▽9:00 Werher information ▽Welcome to HiDA City ▽高山市社会福祉協議会だより ▽Traffc information ▽9:30 ランチ情報 ▽中日新聞NEWS ▽紫外線&洗濯指数情報 | 7:00 Hida Good Morning HiDA!! ▽7:05 Weather info mation ▽Sports NEWS ▽紫外線&洗濯指数情報 ▽7:30 Limited Expless&Highway Businfomation ▽Takayama City infomation ▽Traffic information ▽8:00 中日新聞NEWS ▽Wearher information ▽あの時はありがとう ▽高山市議会 information ▽Traffic information ▽8:30 おくやみ情報 ▽声伝える求人情報・ひだJobNavi ▽9:00 Werher information ▽Welcome to HiDA City ▽高山市社会福祉協議会だより ▽Traffc information ▽9:30 ランチ情報 ▽中日新聞NEWS ▽紫外線&洗濯指数情報 |
| 8  | 7:00 Hida Good Morning HiDA!! ▽7:05 Weather info mation ▽Sports NEWS ▽紫外線&洗濯指数情報 ▽7:30 Limited Expless&Highway Businfomation ▽Takayama City infomation ▽Traffic information ▽8:00 中日新聞NEWS ▽Wearher information ▽あの時はありがとう ▽高山市議会 information ▽Traffic information ▽8:30 おくやみ情報 ▽声伝える求人情報・ひだJobNavi ▽9:00 Werher information ▽Welcome to HiDA City ▽高山市社会福祉協議会だより ▽Traffc information ▽9:30 ランチ情報 ▽中日新聞NEWS ▽紫外線&洗濯指数情報 | 7:00 Hida Good Morning HiDA!! ▽7:05 Weather info mation ▽Sports NEWS ▽紫外線&洗濯指数情報 ▽7:30 Limited Expless&Highway Businfomation ▽Takayama City infomation ▽Traffic information ▽8:00 中日新聞NEWS ▽Wearher information ▽あの時はありがとう ▽高山市議会 information ▽Traffic information ▽8:30 おくやみ情報 ▽声伝える求人情報・ひだJobNavi ▽9:00 Werher information ▽Welcome to HiDA City ▽高山市社会福祉協議会だより ▽Traffc information ▽9:30 ランチ情報 ▽中日新聞NEWS ▽紫外線&洗濯指数情報 | 7:00 Hida Good Morning HiDA!! ▽7:05 Weather info mation ▽Sports NEWS ▽紫外線&洗濯指数情報 ▽7:30 Limited Expless&Highway Businfomation ▽Takayama City infomation ▽Traffic information ▽8:00 中日新聞NEWS ▽Wearher information ▽あの時はありがとう ▽高山市議会 information ▽Traffic information ▽8:30 おくやみ情報 ▽声伝える求人情報・ひだJobNavi ▽9:00 Werher information ▽Welcome to HiDA City ▽高山市社会福祉協議会だより ▽Traffc information ▽9:30 ランチ情報 ▽中日新聞NEWS ▽紫外線&洗濯指数情報 | 7:00 Hida Good Morning HiDA!! ▽7:05 Weather info mation ▽Sports NEWS ▽紫外線&洗濯指数情報 ▽7:30 Limited Expless&Highway Businfomation ▽Takayama City infomation ▽Traffic information ▽8:00 中日新聞NEWS ▽Wearher information ▽あの時はありがとう ▽高山市議会 information ▽Traffic information ▽8:30 おくやみ情報 ▽声伝える求人情報・ひだJobNavi ▽9:00 Werher information ▽Welcome to HiDA City ▽高山市社会福祉協議会だより ▽Traffc information ▽9:30 ランチ情報 ▽中日新聞NEWS ▽紫外線&洗濯指数情報 | 7:00 Hida Good Morning HiDA!! ▽7:05 Weather info mation ▽Sports NEWS ▽紫外線&洗濯指数情報 ▽7:30 Limited Expless&Highway Businfomation ▽Takayama City infomation ▽Traffic information ▽8:00 中日新聞NEWS ▽Wearher information ▽あの時はありがとう ▽高山市議会 information ▽Traffic information ▽8:30 おくやみ情報 ▽声伝える求人情報・ひだJobNavi ▽9:00 Werher information ▽Welcome to HiDA City ▽高山市社会福祉協議会だより ▽Traffc information ▽9:30 ランチ情報 ▽中日新聞NEWS ▽紫外線&洗濯指数情報 |
| 9  | 7:00 Hida Good Morning HiDA!! ▽7:05 Weather info mation ▽Sports NEWS ▽紫外線&洗濯指数情報 ▽7:30 Limited Expless&Highway Businfomation ▽Takayama City infomation ▽Traffic information ▽8:00 中日新聞NEWS ▽Wearher information ▽あの時はありがとう ▽高山市議会 information ▽Traffic information ▽8:30 おくやみ情報 ▽声伝える求人情報・ひだJobNavi ▽9:00 Werher information ▽Welcome to HiDA City ▽高山市社会福祉協議会だより ▽Traffc information ▽9:30 ランチ情報 ▽中日新聞NEWS ▽紫外線&洗濯指数情報 | 7:00 Hida Good Morning HiDA!! ▽7:05 Weather info mation ▽Sports NEWS ▽紫外線&洗濯指数情報 ▽7:30 Limited Expless&Highway Businfomation ▽Takayama City infomation ▽Traffic information ▽8:00 中日新聞NEWS ▽Wearher information ▽あの時はありがとう ▽高山市議会 information ▽Traffic information ▽8:30 おくやみ情報 ▽声伝える求人情報・ひだJobNavi ▽9:00 Werher information ▽Welcome to HiDA City ▽高山市社会福祉協議会だより ▽Traffc information ▽9:30 ランチ情報 ▽中日新聞NEWS ▽紫外線&洗濯指数情報 | 7:00 Hida Good Morning HiDA!! ▽7:05 Weather info mation ▽Sports NEWS ▽紫外線&洗濯指数情報 ▽7:30 Limited Expless&Highway Businfomation ▽Takayama City infomation ▽Traffic information ▽8:00 中日新聞NEWS ▽Wearher information ▽あの時はありがとう ▽高山市議会 information ▽Traffic information ▽8:30 おくやみ情報 ▽声伝える求人情報・ひだJobNavi ▽9:00 Werher information ▽Welcome to HiDA City ▽高山市社会福祉協議会だより ▽Traffc information ▽9:30 ランチ情報 ▽中日新聞NEWS ▽紫外線&洗濯指数情報 | 7:00 Hida Good Morning HiDA!! ▽7:05 Weather info mation ▽Sports NEWS ▽紫外線&洗濯指数情報 ▽7:30 Limited Expless&Highway Businfomation ▽Takayama City infomation ▽Traffic information ▽8:00 中日新聞NEWS ▽Wearher information ▽あの時はありがとう ▽高山市議会 information ▽Traffic information ▽8:30 おくやみ情報 ▽声伝える求人情報・ひだJobNavi ▽9:00 Werher information ▽Welcome to HiDA City ▽高山市社会福祉協議会だより ▽Traffc information ▽9:30 ランチ情報 ▽中日新聞NEWS ▽紫外線&洗濯指数情報 | 7:00 Hida Good Morning HiDA!! ▽7:05 Weather info mation ▽Sports NEWS ▽紫外線&洗濯指数情報 ▽7:30 Limited Expless&Highway Businfomation ▽Takayama City infomation ▽Traffic information ▽8:00 中日新聞NEWS ▽Wearher information ▽あの時はありがとう ▽高山市議会 information ▽Traffic information ▽8:30 おくやみ情報 ▽声伝える求人情報・ひだJobNavi ▽9:00 Werher information ▽Welcome to HiDA City ▽高山市社会福祉協議会だより ▽Traffc information ▽9:30 ランチ情報 ▽中日新聞NEWS ▽紫外線&洗濯指数情報 |
| 10 | 10:00 知っとこ!たかやま（月・火） | 10:00 知っとこ!たかやま（月・火） | 10:00 知っとこ!たかやま（月・火） | 10:00 知っとこ!たかやま（月・火） | 10:00 知っとこ!たかやま（月・火） |
| 10 | 10:30 高山警察署だより ▽田中あきら 市長の英会話 ▽かたりべねっと飛騨高山 ▽くわきえみりのHitsMeUp!! | | | | |
| 11 | 11:00 Hits Smile Week day!! ▽11:05 Wether information ▽ランチ情報 ▽11:30 今日の岐阜新聞から ▽Traffic information ▽12:00 中日新聞NEWS ▽高山市議会 information ▽Hot Hit Book ▽12:30 Wether information ▽Takayama City information ▽13:00 ソクラテスヲの本日の心のスープ ▽飛騨の商いラジオ ▽13:30 ラジオでNext Takayama ▽支所地域からこんにちは ▽素晴らしき文化の輪 ▽14:10 Weather information ▽14:35 LimitedExpless &Highway Businfomation ▽声で伝える求人情報・ひだJobNavi ▽中日新聞ニュース        | 11:00 Hits Smile Week day!! ▽11:05 Wether information ▽ランチ情報 ▽11:30 今日の岐阜新聞から ▽Traffic information ▽12:00 中日新聞NEWS ▽高山市議会 information ▽Hot Hit Book ▽12:30 Wether information ▽Takayama City information ▽13:00 ソクラテスヲの本日の心のスープ ▽飛騨の商いラジオ ▽13:30 ラジオでNext Takayama ▽支所地域からこんにちは ▽素晴らしき文化の輪 ▽14:10 Weather information ▽14:35 LimitedExpless &Highway Businfomation ▽声で伝える求人情報・ひだJobNavi ▽中日新聞ニュース        | 11:00 Hits Smile Week day!! ▽11:05 Wether information ▽ランチ情報 ▽11:30 今日の岐阜新聞から ▽Traffic information ▽12:00 中日新聞NEWS ▽高山市議会 information ▽Hot Hit Book ▽12:30 Wether information ▽Takayama City information ▽13:00 ソクラテスヲの本日の心のスープ ▽飛騨の商いラジオ ▽13:30 ラジオでNext Takayama ▽支所地域からこんにちは ▽素晴らしき文化の輪 ▽14:10 Weather information ▽14:35 LimitedExpless &Highway Businfomation ▽声で伝える求人情報・ひだJobNavi ▽中日新聞ニュース        | 11:00 Hits Smile Week day!! ▽11:05 Wether information ▽ランチ情報 ▽11:30 今日の岐阜新聞から ▽Traffic information ▽12:00 中日新聞NEWS ▽高山市議会 information ▽Hot Hit Book ▽12:30 Wether information ▽Takayama City information ▽13:00 ソクラテスヲの本日の心のスープ ▽飛騨の商いラジオ ▽13:30 ラジオでNext Takayama ▽支所地域からこんにちは ▽素晴らしき文化の輪 ▽14:10 Weather information ▽14:35 LimitedExpless &Highway Businfomation ▽声で伝える求人情報・ひだJobNavi ▽中日新聞ニュース        | 11:00 Hits Smile Week day!! ▽11:05 Wether information ▽ランチ情報 ▽11:30 今日の岐阜新聞から ▽Traffic information ▽12:00 中日新聞NEWS ▽高山市議会 information ▽Hot Hit Book ▽12:30 Wether information ▽Takayama City information ▽13:00 ソクラテスヲの本日の心のスープ ▽飛騨の商いラジオ ▽13:30 ラジオでNext Takayama ▽支所地域からこんにちは ▽素晴らしき文化の輪 ▽14:10 Weather information ▽14:35 LimitedExpless &Highway Businfomation ▽声で伝える求人情報・ひだJobNavi ▽中日新聞ニュース        |
| 12 | 11:00 Hits Smile Week day!! ▽11:05 Wether information ▽ランチ情報 ▽11:30 今日の岐阜新聞から ▽Traffic information ▽12:00 中日新聞NEWS ▽高山市議会 information ▽Hot Hit Book ▽12:30 Wether information ▽Takayama City information ▽13:00 ソクラテスヲの本日の心のスープ ▽飛騨の商いラジオ ▽13:30 ラジオでNext Takayama ▽支所地域からこんにちは ▽素晴らしき文化の輪 ▽14:10 Weather information ▽14:35 LimitedExpless &Highway Businfomation ▽声で伝える求人情報・ひだJobNavi ▽中日新聞ニュース        | 11:00 Hits Smile Week day!! ▽11:05 Wether information ▽ランチ情報 ▽11:30 今日の岐阜新聞から ▽Traffic information ▽12:00 中日新聞NEWS ▽高山市議会 information ▽Hot Hit Book ▽12:30 Wether information ▽Takayama City information ▽13:00 ソクラテスヲの本日の心のスープ ▽飛騨の商いラジオ ▽13:30 ラジオでNext Takayama ▽支所地域からこんにちは ▽素晴らしき文化の輪 ▽14:10 Weather information ▽14:35 LimitedExpless &Highway Businfomation ▽声で伝える求人情報・ひだJobNavi ▽中日新聞ニュース        | 11:00 Hits Smile Week day!! ▽11:05 Wether information ▽ランチ情報 ▽11:30 今日の岐阜新聞から ▽Traffic information ▽12:00 中日新聞NEWS ▽高山市議会 information ▽Hot Hit Book ▽12:30 Wether information ▽Takayama City information ▽13:00 ソクラテスヲの本日の心のスープ ▽飛騨の商いラジオ ▽13:30 ラジオでNext Takayama ▽支所地域からこんにちは ▽素晴らしき文化の輪 ▽14:10 Weather information ▽14:35 LimitedExpless &Highway Businfomation ▽声で伝える求人情報・ひだJobNavi ▽中日新聞ニュース        | 11:00 Hits Smile Week day!! ▽11:05 Wether information ▽ランチ情報 ▽11:30 今日の岐阜新聞から ▽Traffic information ▽12:00 中日新聞NEWS ▽高山市議会 information ▽Hot Hit Book ▽12:30 Wether information ▽Takayama City information ▽13:00 ソクラテスヲの本日の心のスープ ▽飛騨の商いラジオ ▽13:30 ラジオでNext Takayama ▽支所地域からこんにちは ▽素晴らしき文化の輪 ▽14:10 Weather information ▽14:35 LimitedExpless &Highway Businfomation ▽声で伝える求人情報・ひだJobNavi ▽中日新聞ニュース        | 11:00 Hits Smile Week day!! ▽11:05 Wether information ▽ランチ情報 ▽11:30 今日の岐阜新聞から ▽Traffic information ▽12:00 中日新聞NEWS ▽高山市議会 information ▽Hot Hit Book ▽12:30 Wether information ▽Takayama City information ▽13:00 ソクラテスヲの本日の心のスープ ▽飛騨の商いラジオ ▽13:30 ラジオでNext Takayama ▽支所地域からこんにちは ▽素晴らしき文化の輪 ▽14:10 Weather information ▽14:35 LimitedExpless &Highway Businfomation ▽声で伝える求人情報・ひだJobNavi ▽中日新聞ニュース        |
| 13 | 11:00 Hits Smile Week day!! ▽11:05 Wether information ▽ランチ情報 ▽11:30 今日の岐阜新聞から ▽Traffic information ▽12:00 中日新聞NEWS ▽高山市議会 information ▽Hot Hit Book ▽12:30 Wether information ▽Takayama City information ▽13:00 ソクラテスヲの本日の心のスープ ▽飛騨の商いラジオ ▽13:30 ラジオでNext Takayama ▽支所地域からこんにちは ▽素晴らしき文化の輪 ▽14:10 Weather information ▽14:35 LimitedExpless &Highway Businfomation ▽声で伝える求人情報・ひだJobNavi ▽中日新聞ニュース        | 11:00 Hits Smile Week day!! ▽11:05 Wether information ▽ランチ情報 ▽11:30 今日の岐阜新聞から ▽Traffic information ▽12:00 中日新聞NEWS ▽高山市議会 information ▽Hot Hit Book ▽12:30 Wether information ▽Takayama City information ▽13:00 ソクラテスヲの本日の心のスープ ▽飛騨の商いラジオ ▽13:30 ラジオでNext Takayama ▽支所地域からこんにちは ▽素晴らしき文化の輪 ▽14:10 Weather information ▽14:35 LimitedExpless &Highway Businfomation ▽声で伝える求人情報・ひだJobNavi ▽中日新聞ニュース        | 11:00 Hits Smile Week day!! ▽11:05 Wether information ▽ランチ情報 ▽11:30 今日の岐阜新聞から ▽Traffic information ▽12:00 中日新聞NEWS ▽高山市議会 information ▽Hot Hit Book ▽12:30 Wether information ▽Takayama City information ▽13:00 ソクラテスヲの本日の心のスープ ▽飛騨の商いラジオ ▽13:30 ラジオでNext Takayama ▽支所地域からこんにちは ▽素晴らしき文化の輪 ▽14:10 Weather information ▽14:35 LimitedExpless &Highway Businfomation ▽声で伝える求人情報・ひだJobNavi ▽中日新聞ニュース        | 11:00 Hits Smile Week day!! ▽11:05 Wether information ▽ランチ情報 ▽11:30 今日の岐阜新聞から ▽Traffic information ▽12:00 中日新聞NEWS ▽高山市議会 information ▽Hot Hit Book ▽12:30 Wether information ▽Takayama City information ▽13:00 ソクラテスヲの本日の心のスープ ▽飛騨の商いラジオ ▽13:30 ラジオでNext Takayama ▽支所地域からこんにちは ▽素晴らしき文化の輪 ▽14:10 Weather information ▽14:35 LimitedExpless &Highway Businfomation ▽声で伝える求人情報・ひだJobNavi ▽中日新聞ニュース        | 11:00 Hits Smile Week day!! ▽11:05 Wether information ▽ランチ情報 ▽11:30 今日の岐阜新聞から ▽Traffic information ▽12:00 中日新聞NEWS ▽高山市議会 information ▽Hot Hit Book ▽12:30 Wether information ▽Takayama City information ▽13:00 ソクラテスヲの本日の心のスープ ▽飛騨の商いラジオ ▽13:30 ラジオでNext Takayama ▽支所地域からこんにちは ▽素晴らしき文化の輪 ▽14:10 Weather information ▽14:35 LimitedExpless &Highway Businfomation ▽声で伝える求人情報・ひだJobNavi ▽中日新聞ニュース        |
| 14 | 11:00 Hits Smile Week day!! ▽11:05 Wether information ▽ランチ情報 ▽11:30 今日の岐阜新聞から ▽Traffic information ▽12:00 中日新聞NEWS ▽高山市議会 information ▽Hot Hit Book ▽12:30 Wether information ▽Takayama City information ▽13:00 ソクラテスヲの本日の心のスープ ▽飛騨の商いラジオ ▽13:30 ラジオでNext Takayama ▽支所地域からこんにちは ▽素晴らしき文化の輪 ▽14:10 Weather information ▽14:35 LimitedExpless &Highway Businfomation ▽声で伝える求人情報・ひだJobNavi ▽中日新聞ニュース        | 11:00 Hits Smile Week day!! ▽11:05 Wether information ▽ランチ情報 ▽11:30 今日の岐阜新聞から ▽Traffic information ▽12:00 中日新聞NEWS ▽高山市議会 information ▽Hot Hit Book ▽12:30 Wether information ▽Takayama City information ▽13:00 ソクラテスヲの本日の心のスープ ▽飛騨の商いラジオ ▽13:30 ラジオでNext Takayama ▽支所地域からこんにちは ▽素晴らしき文化の輪 ▽14:10 Weather information ▽14:35 LimitedExpless &Highway Businfomation ▽声で伝える求人情報・ひだJobNavi ▽中日新聞ニュース        | 11:00 Hits Smile Week day!! ▽11:05 Wether information ▽ランチ情報 ▽11:30 今日の岐阜新聞から ▽Traffic information ▽12:00 中日新聞NEWS ▽高山市議会 information ▽Hot Hit Book ▽12:30 Wether information ▽Takayama City information ▽13:00 ソクラテスヲの本日の心のスープ ▽飛騨の商いラジオ ▽13:30 ラジオでNext Takayama ▽支所地域からこんにちは ▽素晴らしき文化の輪 ▽14:10 Weather information ▽14:35 LimitedExpless &Highway Businfomation ▽声で伝える求人情報・ひだJobNavi ▽中日新聞ニュース        | 11:00 Hits Smile Week day!! ▽11:05 Wether information ▽ランチ情報 ▽11:30 今日の岐阜新聞から ▽Traffic information ▽12:00 中日新聞NEWS ▽高山市議会 information ▽Hot Hit Book ▽12:30 Wether information ▽Takayama City information ▽13:00 ソクラテスヲの本日の心のスープ ▽飛騨の商いラジオ ▽13:30 ラジオでNext Takayama ▽支所地域からこんにちは ▽素晴らしき文化の輪 ▽14:10 Weather information ▽14:35 LimitedExpless &Highway Businfomation ▽声で伝える求人情報・ひだJobNavi ▽中日新聞ニュース        | 11:00 Hits Smile Week day!! ▽11:05 Wether information ▽ランチ情報 ▽11:30 今日の岐阜新聞から ▽Traffic information ▽12:00 中日新聞NEWS ▽高山市議会 information ▽Hot Hit Book ▽12:30 Wether information ▽Takayama City information ▽13:00 ソクラテスヲの本日の心のスープ ▽飛騨の商いラジオ ▽13:30 ラジオでNext Takayama ▽支所地域からこんにちは ▽素晴らしき文化の輪 ▽14:10 Weather information ▽14:35 LimitedExpless &Highway Businfomation ▽声で伝える求人情報・ひだJobNavi ▽中日新聞ニュース        |
| 15 | 15:00 知っとこ!たかやま ▽田中あきら市長のHot Takayama ▽高山Next Generation | 15:00 知っとこ!たかやま ▽田中あきら市長のHot Takayama ▽高山Next Generation | 15:00 知っとこ!たかやま ▽田中あきら市長のHot Takayama ▽高山Next Generation | 15:00 知っとこ!たかやま ▽田中あきら市長のHot Takayama ▽高山Next Generation | 15:00 知っとこ!たかやま ▽田中あきら市長のHot Takayama ▽高山Next Generation |
| 15 | 15:30 With the Wind（月） ▽飛騨の歴史再発見（月） ▽防災ミニプラス（火） ▽Welcome to HIDA City（水） ▽まちかど出会い玉手箱 | | | | |
| 16 | 16:00 Hits Evenin Gate ▽16:10 LimitedExpless &Highway Businfomation ▽Wether information ▽16:30 Takayama City information ▽今日の岐阜新聞から ▽17:00 保険タイム ▽Traffic information ▽郡竹市長とおしゃべり市長室 ▽17:30 防災インフォメーション（月） ▽18:00 中日新聞ニュース ▽高山市議会information ▽ひだしん知って得する資産活用（月） ▽18:30 Traffic information ▽Weather information ▽おくやみ情報                                                                                               | 16:00 Hits Evenin Gate ▽16:10 LimitedExpless &Highway Businfomation ▽Wether information ▽16:30 Takayama City information ▽今日の岐阜新聞から ▽17:00 保険タイム ▽Traffic information ▽郡竹市長とおしゃべり市長室 ▽17:30 防災インフォメーション（月） ▽18:00 中日新聞ニュース ▽高山市議会information ▽ひだしん知って得する資産活用（月） ▽18:30 Traffic information ▽Weather information ▽おくやみ情報                                                                                               | 16:00 Hits Evenin Gate ▽16:10 LimitedExpless &Highway Businfomation ▽Wether information ▽16:30 Takayama City information ▽今日の岐阜新聞から ▽17:00 保険タイム ▽Traffic information ▽郡竹市長とおしゃべり市長室 ▽17:30 防災インフォメーション（月） ▽18:00 中日新聞ニュース ▽高山市議会information ▽ひだしん知って得する資産活用（月） ▽18:30 Traffic information ▽Weather information ▽おくやみ情報                                                                                               | 16:00 Hits Evenin Gate ▽16:10 LimitedExpless &Highway Businfomation ▽Wether information ▽16:30 Takayama City information ▽今日の岐阜新聞から ▽17:00 保険タイム ▽Traffic information ▽郡竹市長とおしゃべり市長室 ▽17:30 防災インフォメーション（月） ▽18:00 中日新聞ニュース ▽高山市議会information ▽ひだしん知って得する資産活用（月） ▽18:30 Traffic information ▽Weather information ▽おくやみ情報                                                                                               | 16:00 Hits Evenin Gate ▽16:10 LimitedExpless &Highway Businfomation ▽Wether information ▽16:30 Takayama City information ▽今日の岐阜新聞から ▽17:00 保険タイム ▽Traffic information ▽郡竹市長とおしゃべり市長室 ▽17:30 防災インフォメーション（月） ▽18:00 中日新聞ニュース ▽高山市議会information ▽ひだしん知って得する資産活用（月） ▽18:30 Traffic information ▽Weather information ▽おくやみ情報                                                                                               |
| 17 | 16:00 Hits Evenin Gate ▽16:10 LimitedExpless &Highway Businfomation ▽Wether information ▽16:30 Takayama City information ▽今日の岐阜新聞から ▽17:00 保険タイム ▽Traffic information ▽郡竹市長とおしゃべり市長室 ▽17:30 防災インフォメーション（月） ▽18:00 中日新聞ニュース ▽高山市議会information ▽ひだしん知って得する資産活用（月） ▽18:30 Traffic information ▽Weather information ▽おくやみ情報                                                                                               | 16:00 Hits Evenin Gate ▽16:10 LimitedExpless &Highway Businfomation ▽Wether information ▽16:30 Takayama City information ▽今日の岐阜新聞から ▽17:00 保険タイム ▽Traffic information ▽郡竹市長とおしゃべり市長室 ▽17:30 防災インフォメーション（月） ▽18:00 中日新聞ニュース ▽高山市議会information ▽ひだしん知って得する資産活用（月） ▽18:30 Traffic information ▽Weather information ▽おくやみ情報                                                                                               | 16:00 Hits Evenin Gate ▽16:10 LimitedExpless &Highway Businfomation ▽Wether information ▽16:30 Takayama City information ▽今日の岐阜新聞から ▽17:00 保険タイム ▽Traffic information ▽郡竹市長とおしゃべり市長室 ▽17:30 防災インフォメーション（月） ▽18:00 中日新聞ニュース ▽高山市議会information ▽ひだしん知って得する資産活用（月） ▽18:30 Traffic information ▽Weather information ▽おくやみ情報                                                                                               | 16:00 Hits Evenin Gate ▽16:10 LimitedExpless &Highway Businfomation ▽Wether information ▽16:30 Takayama City information ▽今日の岐阜新聞から ▽17:00 保険タイム ▽Traffic information ▽郡竹市長とおしゃべり市長室 ▽17:30 防災インフォメーション（月） ▽18:00 中日新聞ニュース ▽高山市議会information ▽ひだしん知って得する資産活用（月） ▽18:30 Traffic information ▽Weather information ▽おくやみ情報                                                                                               | 16:00 Hits Evenin Gate ▽16:10 LimitedExpless &Highway Businfomation ▽Wether information ▽16:30 Takayama City information ▽今日の岐阜新聞から ▽17:00 保険タイム ▽Traffic information ▽郡竹市長とおしゃべり市長室 ▽17:30 防災インフォメーション（月） ▽18:00 中日新聞ニュース ▽高山市議会information ▽ひだしん知って得する資産活用（月） ▽18:30 Traffic information ▽Weather information ▽おくやみ情報                                                                                               |
| 18 | 16:00 Hits Evenin Gate ▽16:10 LimitedExpless &Highway Businfomation ▽Wether information ▽16:30 Takayama City information ▽今日の岐阜新聞から ▽17:00 保険タイム ▽Traffic information ▽郡竹市長とおしゃべり市長室 ▽17:30 防災インフォメーション（月） ▽18:00 中日新聞ニュース ▽高山市議会information ▽ひだしん知って得する資産活用（月） ▽18:30 Traffic information ▽Weather information ▽おくやみ情報                                                                                               | 16:00 Hits Evenin Gate ▽16:10 LimitedExpless &Highway Businfomation ▽Wether information ▽16:30 Takayama City information ▽今日の岐阜新聞から ▽17:00 保険タイム ▽Traffic information ▽郡竹市長とおしゃべり市長室 ▽17:30 防災インフォメーション（月） ▽18:00 中日新聞ニュース ▽高山市議会information ▽ひだしん知って得する資産活用（月） ▽18:30 Traffic information ▽Weather information ▽おくやみ情報                                                                                               | 16:00 Hits Evenin Gate ▽16:10 LimitedExpless &Highway Businfomation ▽Wether information ▽16:30 Takayama City information ▽今日の岐阜新聞から ▽17:00 保険タイム ▽Traffic information ▽郡竹市長とおしゃべり市長室 ▽17:30 防災インフォメーション（月） ▽18:00 中日新聞ニュース ▽高山市議会information ▽ひだしん知って得する資産活用（月） ▽18:30 Traffic information ▽Weather information ▽おくやみ情報                                                                                               | 16:00 Hits Evenin Gate ▽16:10 LimitedExpless &Highway Businfomation ▽Wether information ▽16:30 Takayama City information ▽今日の岐阜新聞から ▽17:00 保険タイム ▽Traffic information ▽郡竹市長とおしゃべり市長室 ▽17:30 防災インフォメーション（月） ▽18:00 中日新聞ニュース ▽高山市議会information ▽ひだしん知って得する資産活用（月） ▽18:30 Traffic information ▽Weather information ▽おくやみ情報                                                                                               | 16:00 Hits Evenin Gate ▽16:10 LimitedExpless &Highway Businfomation ▽Wether information ▽16:30 Takayama City information ▽今日の岐阜新聞から ▽17:00 保険タイム ▽Traffic information ▽郡竹市長とおしゃべり市長室 ▽17:30 防災インフォメーション（月） ▽18:00 中日新聞ニュース ▽高山市議会information ▽ひだしん知って得する資産活用（月） ▽18:30 Traffic information ▽Weather information ▽おくやみ情報                                                                                               |
| 19 | 19:00 - 19:30 ご機嫌カパラジオ | 19:00 佐田鐘子のにっぽんの歌 （再放送） | 19:00 佐田鐘子のにっぽんの歌 | 19:00 別番組 | 19:00 宮ノ下浩一 Select Jazz特集 |
| 19 | 19:30 おやすみ乾杯前夜 | 19:00 佐田鐘子のにっぽんの歌 （再放送） | 19:00 佐田鐘子のにっぽんの歌 | 19:00 別番組 | 19:00 宮ノ下浩一 Select Jazz特集 |
| 20 | 別番組 | 19:00 佐田鐘子のにっぽんの歌 （再放送） | 19:00 佐田鐘子のにっぽんの歌 | 19:00 別番組 | 19:00 宮ノ下浩一 Select Jazz特集 |
| 21 | 21:00 自社制作 / 自動演奏 | 21:00 金沢明子の 歌謡ナビゲーション 制作:スバルプランニング | 21:00 メモリアルミュージック 制作:スバルプランニング | 21:00 月光ミュージック 制作:月光レコード | 21:00 博也とまどかの歌謡ロード 制作:スバルプランニング |
| 21 | 21:28 ローカルCM | | | | |
| 21 | 21:30 博也とまどかの 歌謡ロード（再） 制作:スバルプランニング | 21:30 自社制作 / 自動演奏 | 21:30 野中さおりの歌のきずな 制作:スバルプランニング | 21:30 金沢明子の 歌謡ナビゲーション（再） 制作:スバルプランニング | 21:30 自社制作 / 自動演奏 |
| 21 | 21:58 ローカルCM | | | | |
| 22 | 22:00 自社制作 / 自動演奏 | 22:00 自社制作 / 自動演奏 | 22:00 自社制作 / 自動演奏 | 22:00 自社制作 / 自動演奏 | 22:00 自社制作 / 自動演奏 |
| 22 | 22:28 ローカルCM | | | | |
| 22 | 22:30 自社制作 / 自動演奏 | | | | |
| 22 | 22:58 ローカルCM | | | | |
| 23 | 23:00 自社制作 / 自動演奏 | 23:00 自社制作 / 自動演奏 | 23:00 みんなあつまれ！ ワクワクサワー 制作:アィ・トゥー・エー | 23:00 ロッキンスター 制作:ジェイクランプ | 23:00 ケニー大倉のポップン ロールコレクション 制作:調布FM |
| 23 | 23:28 ローカルCM | | 23:00 みんなあつまれ！ ワクワクサワー 制作:アィ・トゥー・エー | 23:00 ロッキンスター 制作:ジェイクランプ | 23:00 ケニー大倉のポップン ロールコレクション 制作:調布FM |
| 23 | 23:30 THE プレスリー SHOW 制作:ジェイクランプ | 23:30 自社制作 / 自動演奏 | 23:00 みんなあつまれ！ ワクワクサワー 制作:アィ・トゥー・エー | 23:00 ロッキンスター 制作:ジェイクランプ | 23:00 ケニー大倉のポップン ロールコレクション 制作:調布FM |
| 24 | 24:00 クロージング・ナレーション（放送終了のご案内・明日の放送時間のご案内） | 24:00 クロージング・ナレーション（放送終了のご案内・明日の放送時間のご案内） | 24:00 クロージング・ナレーション（放送終了のご案内・明日の放送時間のご案内） | 24:00 クロージング・ナレーション（放送終了のご案内・明日の放送時間のご案内） | 24:00 クロージング・ナレーション（放送終了のご案内・明日の放送時間のご案内） |

休日
|    | 土曜日                                                                       | 日曜 |
| 6  | 朝の自動演奏/声の広報高山（毎月1日）                                         | 朝の自動演奏/声の広報高山（毎月1日） |
| 7  | 7:00 Hits Weekend Show                                                       | 朝の自動演奏/声の広報高山（毎月1日） |
| 8  | 7:00 Hits Weekend Show                                                       | Sunday information（一部AI音声） ▽8:00 Takayama City information ▽8:30 おくやみ情報 ▽紫外線洗濯指数情報 ▽10:05 知っとこ高山 ▽11:00 Wether information ▽ランチ情報 ▽12:10 中日新聞NEWS ▽12:30 Weather information ▽Takayama City information ▽13:10 Weather information ▽14:00 Weather information ▽LimitedExpless &Highway Businfomation ▽中日新聞NEWS ▽Weather information |
| 9  | 7:00 Hits Weekend Show                                                       | Sunday information（一部AI音声） ▽8:00 Takayama City information ▽8:30 おくやみ情報 ▽紫外線洗濯指数情報 ▽10:05 知っとこ高山 ▽11:00 Wether information ▽ランチ情報 ▽12:10 中日新聞NEWS ▽12:30 Weather information ▽Takayama City information ▽13:10 Weather information ▽14:00 Weather information ▽LimitedExpless &Highway Businfomation ▽中日新聞NEWS ▽Weather information |
| 10 | 7:00 Hits Weekend Show                                                       | Sunday information（一部AI音声） ▽8:00 Takayama City information ▽8:30 おくやみ情報 ▽紫外線洗濯指数情報 ▽10:05 知っとこ高山 ▽11:00 Wether information ▽ランチ情報 ▽12:10 中日新聞NEWS ▽12:30 Weather information ▽Takayama City information ▽13:10 Weather information ▽14:00 Weather information ▽LimitedExpless &Highway Businfomation ▽中日新聞NEWS ▽Weather information |
| 11 | 7:00 Hits Weekend Show                                                       | Sunday information（一部AI音声） ▽8:00 Takayama City information ▽8:30 おくやみ情報 ▽紫外線洗濯指数情報 ▽10:05 知っとこ高山 ▽11:00 Wether information ▽ランチ情報 ▽12:10 中日新聞NEWS ▽12:30 Weather information ▽Takayama City information ▽13:10 Weather information ▽14:00 Weather information ▽LimitedExpless &Highway Businfomation ▽中日新聞NEWS ▽Weather information |
| 12 | 7:00 Hits Weekend Show                                                       | Sunday information（一部AI音声） ▽8:00 Takayama City information ▽8:30 おくやみ情報 ▽紫外線洗濯指数情報 ▽10:05 知っとこ高山 ▽11:00 Wether information ▽ランチ情報 ▽12:10 中日新聞NEWS ▽12:30 Weather information ▽Takayama City information ▽13:10 Weather information ▽14:00 Weather information ▽LimitedExpless &Highway Businfomation ▽中日新聞NEWS ▽Weather information |
| 13 | 13:00 TokioのGood at Nicedy（再放送）                                        | Sunday information（一部AI音声） ▽8:00 Takayama City information ▽8:30 おくやみ情報 ▽紫外線洗濯指数情報 ▽10:05 知っとこ高山 ▽11:00 Wether information ▽ランチ情報 ▽12:10 中日新聞NEWS ▽12:30 Weather information ▽Takayama City information ▽13:10 Weather information ▽14:00 Weather information ▽LimitedExpless &Highway Businfomation ▽中日新聞NEWS ▽Weather information |
| 13 | 13:30 くわきえみりのHits Me UP!（再放送）                                    | Sunday information（一部AI音声） ▽8:00 Takayama City information ▽8:30 おくやみ情報 ▽紫外線洗濯指数情報 ▽10:05 知っとこ高山 ▽11:00 Wether information ▽ランチ情報 ▽12:10 中日新聞NEWS ▽12:30 Weather information ▽Takayama City information ▽13:10 Weather information ▽14:00 Weather information ▽LimitedExpless &Highway Businfomation ▽中日新聞NEWS ▽Weather information |
| 14 | 14:00 Hits Satur day Cafe KIatch                                             | Sunday information（一部AI音声） ▽8:00 Takayama City information ▽8:30 おくやみ情報 ▽紫外線洗濯指数情報 ▽10:05 知っとこ高山 ▽11:00 Wether information ▽ランチ情報 ▽12:10 中日新聞NEWS ▽12:30 Weather information ▽Takayama City information ▽13:10 Weather information ▽14:00 Weather information ▽LimitedExpless &Highway Businfomation ▽中日新聞NEWS ▽Weather information |
| 15 | 14:00 Hits Satur day Cafe KIatch                                             | 15:00 自動演奏 |
| 15 | 14:00 Hits Satur day Cafe KIatch                                             | 15:30 TOKIOのGooday Niceday（再放送） |
| 16 | 14:00 Hits Satur day Cafe KIatch                                             | |
| 17 | 14:00 Hits Satur day Cafe KIatch                                             | 17:00 自動演奏 |
| 18 | 14:00 Hits Satur day Cafe KIatch                                             | 17:00 自動演奏 |
| 19 | 別番組                                                                       | 17:00 自動演奏 |
| 19 | 別番組                                                                       | 19:30 杉山修の高山ハツラツ ▽トマト店長のピーンといってみよう |
| 20 | 20:00 佐田鐘子のにっぽんの歌（再放送）                                       | 20:00 別番組 |
| 21 | 20:00 佐田鐘子のにっぽんの歌（再放送）                                       | 21:00 今井宏美のYOU＆I |
| 21 | 20:00 佐田鐘子のにっぽんの歌（再放送）                                       | 21:28 ローカルCM |
| 21 | 20:00 佐田鐘子のにっぽんの歌（再放送）                                       | 21:30 ひろこの音部屋 制作:エフエム熱海湯河原 |
| 21 | 21:58 ローカルCM                                                             | |
| 22 | 22:00 自社制作 / 自動演奏                                                    | 22:00 自社制作 / 自動演奏 |
| 22 | 22:28 ローカルCM                                                             | |
| 22 | 22:28 自社制作 / 自動演奏                                                    | |
| 22 | 22:58 ローカルCM                                                             | |
| 23 | 23:00 堀江淳のファインミュージックアワー 制作:ジェイクランプ                 | 23:00 ジンケトリオ 制作:ジェイクランプ |
| 23 | 22:28 ローカルCM                                                             | |
| 23 | 23:30 ビートルズNO5 制作:ジェイクランプ                                      | 23:00 奥山倫行のロック裁判所 制作:ジェイクランプ |
| 24 | 24:00 クロージング・ナレーション（放送終了のご案内・明日の放送時間のご案内） | 24:00 クロージング・ナレーション（放送終了のご案内・明日の放送時間のご案内） |

## 防災ラジオ
高山市は、2009年4月（平成21年度）から高山防災ラジオを有償頒布している。ヒッツエフエム以外のNHK・民放のFM放送・AM放送も計5局受信できる。